# Gergő Fazekas
Gergő Fazekas (* 31. Oktober 2003 in Budapest) ist ein ungarischer Handballspieler.

## Karriere

### Im Verein
Gergő Fazekas spielte zunächst für Veszprémi KKFT Felsőörs.  Ab der Saison 2022/23 unterschrieb er einen Vertrag über 4 Jahre bei KC Veszprém. Die ersten zwei Jahre soll er auf Leihbasis in Polen für Wisła Płock spielen. In der Vorbereitung auf seine erste Saison bei Wisła Płock verletzte er sich an der Schulter, wodurch er bis Februar 2023 pausieren musste. 2023 und 2024 gewann er mit Płock den polnischen Pokal sowie 2024 und 2025 die Meisterschaft.

### In Auswahlmannschaften
Mit der Jugend-Nationalmannschaft belegte er den 9. Platz bei der U19-Weltmeisterschaft 2021. Mit der Junioren-Nationalmannschaft gewannen er die Silber-Medaille bei der U21-Weltmeisterschaft 2023, nachdem sie im Finale gegen den Gastgeber Deutschland verloren.
In der ungarischen A-Nationalmannschaft debütierte er am 19. März 2022 gegen Deutschland. Er stand im Kader für die Europameisterschaft 2024, wo er mit Ungarn den 5. Platz belegte. Er erzielte im Turnierverlauf 18 Tore in acht Spielen. Bei der Weltmeisterschaft 2025 warf er 14 Tore in sieben Spielen und belegte mit dem Team den 8. Platz.

## Privates
Sein Vater Nándor Fazekas war ebenfalls ungarischer Nationalspieler.